# HDC현대PCE
HDC현대PCE(주)(HDC現代 PCE, Hyundai Precast Concrete Engineering)은 PC공장을 위탁 운영하면서 자체현장 PC부재의 생산 및 설치를 하는 HDC그룹의 계열사로, 대표이사는 박창진이다. 1988년 설립한 PC사업부로 시작하여 2000년에는 '현대PC(주)'로 분사했으며, 다시 2002년에 현대산업개발로 부분합병하였다. 2000년대 초반 1조원에도 미치지 못했던 국내 PC시장의 성장으로 2014년 HDC 의 신규 계열사로 분리 운영 중에 있다.

## 같이 보기
- HDC현대산업개발
- HDC